# Adolphe Fischer
Pour les articles homonymes, voir Fischer (nom de famille) et Fischer.
Ne doit pas être confondu avec Adolf Fischer ou Adolph Fischer.
Adolphe Fischer, né le 31 mars 1828 à Cessange sur le territoire de l'ancienne commune de Hollerich (Luxembourg) et mort le 3 février 1892 à Hamm (Luxembourg), est un homme politique luxembourgeois.

## Biographie
Adolphe Fischer commence sa carrière politique en 1854 lorsqu'il est élu au conseil communal de l'ancienne commune de Hollerich. Il est désigné bourgmestre de la commune le 12 mars 1861 pour remplacer Johann Metzler et exerce cette fonction jusqu'à sa mort. Lors des élections législatives du 20 août et 17 septembre 1857, il fait son entrée au sein de l'Assemblée des États — appelée Chambre des députés à partir de 1868 — pour le canton de Luxembourg-Campagne et siège pendant une trentaine d'années jusqu'à son décès. 
En octobre 1857, il fait partie de la commission spéciale chargée de l'examen d'un projet de révision de la Constitution aux côtés d'autres membres de l'Assemblée des États dont notamment Jean-Pierre Toutsch, Théodore Pescatore, Jacques Sinner, Norbert Metz, Léon Wurth (lb) et Alexis Brasseur.
Il meurt le 3 février 1892. 
Une rue est nommée en son honneur dans le quartier de la Gare à Luxembourg.

## Décoration
- Officier de l'ordre de la Couronne de chêne[3] (1888, Luxembourg)